# Marco van Basten
Marcel („Marco“) van Basten (* 31. října 1964 Utrecht, Nizozemsko) je nizozemský fotbalový trenér, který v současné době trénuje nizozemský klub SC Heerenveen. Před tím, než začal vykonávat funkci trenéra, byl úspěšným fotbalovým útočníkem. Hrál za Ajax Amsterdam a AC Milán.
Je považován za jednoho z nejlepších fotbalistů v historii. Za svou poměrně krátkou kariéru, kterou ukončilo vážné zranění, vstřelil 276 gólů. Van Basten získal třikrát cenu Zlatý míč pro nejlepšího fotbalistu Evropy, a to v letech 1988, 1989 a 1992. Pelé ho roku 2004 zařadil mezi 125 nejlepších žijících fotbalistů.

## Hráčská kariéra
Velmi krátce hrál Marco van Basten za Elinwijk, kde si jej vyhlédl slavný Ajax Amsterdam. Svůj první zápas za Ajax odehrál v dubnu 1982 a hned při svém debutu skóroval, Ajax tehdy porazil NEC 5:0. Fanoušci a odborníci v jeho stylu hry našli podobnosti s další fotbalovou nizozemskou ikonou a ihned jej k ní přirovnali. Nebyl to nikdo jiný než Johan Cruijff.
Van Basten vyrostl v nepostradatelného hráče a během svého působení v Ajaxu vypiloval svou už i tak brilantní techniku.
Zúčastnil se Mistrovství světa hráčů do 20 let 1983 v Mexiku, kde byli mladí Nizozemci vyřazeni ve čtvrtfinále svými vrstevníky z Argentiny (prohra 1:2).
V letech 1984 až 1987 se vždy stal nejlepším nizozemským střelcem, během tohoto období nastřílel 117 branek ve 112 zápasech. Nejúspěšnější sezóna pro něj byla 1985/86, kdy ve 26 zápasech vstřelil 37 gólů a získal Cenu Zlaté kopačky. Van Basten dovedl Ajax i k vítězství v poháru UEFA v roce 1987, kdy ve finále proti Lokomotivu Lipsko vstřelil gól.

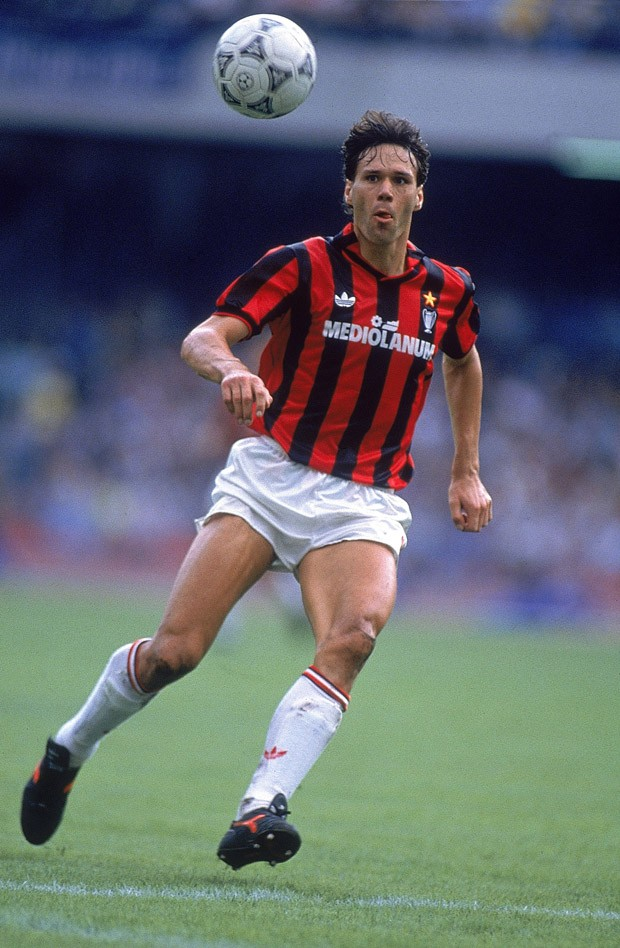
Van Basten v AC Milán

V roce 1987 jej koupil do svého týmu AC Milán Silvio Berlusconi, který tak vytvořil spojení van Basten – Rijkaard a Guillit. Ve své první sezóně ihned vyhráli italskou ligu, ale van Basten měl neustálé problémy s kotníkem. Přesto odcestoval na EURO 1988, kde se předvedl v oslnivé formě a dovedl tak nizozemský tým ke zlatým medailím.
V sezóně 1992/93 zažil Milán neuvěřitelné vítězné tažení v 58 zápasech, van Basten hrál mimořádně, za což si také vysloužil titul pro nejlepšího evropského i světového fotbalistu. Také se však vážně zranil, opět se jednalo o kotník. AC Milán se poté probojovalo až do finále Ligy mistrů, kde prohrálo s Olympique de Marseille, van Basten u toho však nebyl, jelikož si zranění vyžádalo daleko větší pauzu, než se očekávalo.
Od zápasu s Anconou, kde ke zranění došlo, se na trávník jako profesionální hráč už nevrátil.

## Trenérská kariéra
V roce 1995 oficiálně ukončil svou fotbalovou kariéru. Tehdy na otázku, zda by nechtěl vyzkoušet někdy post trenéra, odpovídal záporně. Nicméně svůj názor změnil poté, co začal navštěvovat trenérské kurzy KNVB. Jeho prvním týmem se stal B tým Ajaxu, který vedl se svým kamarádem Johnem van ´t Schipem.
29. července 2004 byl Marco van Basten jmenován trenérem nizozemské fotbalové reprezentace, van´t Schip se stal jeho asistentem.
Po začáteční skepsi všech pochybovačů se stal brzy uznávanou osobou a mužem, který si stojí za svým rozhodnutím. Přestal do reprezentace povolávat takové hráče jako Clarence Seedorf, Roy Makaay nebo Edgar Davids.
Rozhodl se národním tým nestavět na velkých jménech, do reprezentace začal povolávat pro fotbalové laiky neznámá jména, přesto v nizozemské lize uznávané talenty. Do reprezentace tak díky van Bastenovi nakoukli například Denny Landzaat, Barry Opdam, Ron Vlaar, Jan Kromkamp nebo Joris Mathijsen.
Pozoruhodným rozhodnutím bylo povolání Khalida Boulahrouze, Hedwigese Madura nebo Ryana Babela.
Doposud[kdy?] se jeho omlazovací proces národního týmu vyvedl, pod jeho vedením prohráli Nizozemci jen jednou, ale v tom nejdůležitějším a zřejmě nejdivočejším zápase, jaký odehráli, a to v osmifinále mistrovství světa ve fotbale v roce 2006 proti Portugalsku. Tehdy byl i poprvé kritizován za to, že opomíjel v základní sestavě Ruuda van Nistelrooye a místo něho vsadil na mladý tandem Arjen Robben, Robin van Persie, Dirk Kuijt a Jan Vennegoor of Hesselink.

## Statistika
| Klub           | Sezóna  | Liga   | Liga | Pohár  | Pohár | LM či EL | LM či EL | Celkem | Celkem |
| Klub           | Sezóna  | Zápasy | Góly | Zápasy | Góly  | Zápasy   | Góly     | Zápasy | Góly   |
| -------------- | ------- | ------ | ---- | ------ | ----- | -------- | -------- | ------ | ------ |
| Ajax Amsterdam | 1981/82 | 1      | 1    | 1      | 0     | 0        | 0        | 2      | 1      |
| Ajax Amsterdam | 1982/83 | 20     | 9    | 5      | 4     | 0        | 0        | 25     | 13     |
| Ajax Amsterdam | 1983/84 | 26     | 28   | 4      | 1     | 2        | 0        | 32     | 29     |
| Ajax Amsterdam | 1984/85 | 33     | 22   | 4      | 2     | 4        | 5        | 41     | 29     |
| Ajax Amsterdam | 1985/86 | 26     | 37   | 1      | 0     | 2        | 0        | 29     | 37     |
| Ajax Amsterdam | 1986/87 | 27     | 31   | 7      | 6     | 9        | 6        | 43     | 43     |
| AC Milán       | 1987/88 | 11     | 3    | 5      | 5     | 3        | 0        | 19     | 8      |
| AC Milán       | 1988/89 | 33     | 19   | 4      | 3     | 9        | 9        | 48     | 32     |
| AC Milán       | 1989/90 | 26     | 19   | 4      | 1     | 7        | 3        | 40     | 24     |
| AC Milán       | 1990/91 | 31     | 11   | 1      | 0     | 2        | 0        | 34     | 11     |
| AC Milán       | 1991/92 | 31     | 25   | 7      | 4     | 0        | 0        | 38     | 29     |
| AC Milán       | 1992/93 | 15     | 13   | 1      | 0     | 5        | 6        | 22     | 20     |
| AC Milán       | 1993/94 | 0      | 0    | 0      | 0     | 0        | 0        | 0      | 0      |
| AC Milán       | 1994/95 | 0      | 0    | 0      | 0     | 0        | 0        | 0      | 0      |
| Celkem         | Celkem  | 280    | 218  | 44     | 26    | 43       | 29       | 373    | 276    |

## Úspěchy

### Klubové
- 3× vítěz nizozemské ligy (1981/82, 1982/83, 1984/85)
- 3× vítěz nizozemského poháru (1983, 1986, 1987)
- 4× vítěz italské ligy (1987/88, 1991/92, 1992/93, 1993/94)
- 4× vítěz italského superpoháru (1988, 1992, 1993, 1994)
- 3× vítěz Ligy mistrů (1988/89, 1989/90, 1993/94)
- 1× vítěz poháru PVP (1986/87)
- 3× vítěz evropského superpoháru (1989, 1990, 1994)
- 2× vítěz Interkontinentální pohár (1989, 1990)

### Reprezentační
- 1× na MS (1990)
- 2× na ME (1988 – zlato, 1992 – bronz)

### Trenérské
- 1× na MS (2006)
- 1× na ME (2008)

### Individuální
- 3× Zlatý míč (1988, 1989, 1992)
- 3× nejlepší hráč UEFA (1989, 1990, 1992)
- 1× Fotbalista roku (FIFA) (1992)
- 2× nejlepší hráč podle časopisu World Soccer (1988, 1992)
- 3× nejlepší hráč podle IFFHS (1988, 1989, 1990)
- 1× Zlatá kopačka (1985/86)[4][5]
- 1× Cena Bravo (1987)
- člen FIFA 100[2]
- 6× nejlepší střelec ligy (1983/84, 1984/85, 1985/86, 1986/87, 1989/90, 1991/92)
- 1× nejlepší střelec PMEZ (1988/89)
- 1× nejlepší střelec ME (1988)
- 1× nejlepší hráč ME (1988)
- 1× nizozemský fotbalista roku (1985)[6][7]
- All Stars Team ME (1988, 1992)